# Sava Popovici Barcianu
Sava Popovici Barcianu, illetve magyaros írásmóddal Barcianu Popoviciu Száva (Resinár, 1814. – Resinár, 1879. március 12.) román író, lelkész, Daniel Popovici Barcianu apja.

## Élete
Apja, Daniil, ortodox román lelkész volt; középiskoláit Nagyszebenben és Kolozsvárott végezte. Közben megtanult olaszul és franciául, így ezeket a nyelveket egy főúri magyar családnál tanította. Azután Bécsbe ment az orvosi tudományok hallgatására, de egy év múlva az egyetemet elhagyta és a lelkészi pályára tért. 1838 és 1847 között Resináron mint tanító és iskolaigazgató, 1839-től mint lelkész is működött. Az 1848-as forradalom alatt tagja egyike volt a harminc főből álló bécsi küldöttségnek, és részt vett a nagyszebeni román állandó bizottság munkájában. Andrei Șaguna püspök a teológia, és pedagógia tanárának hívta meg Nagyszebenbe, ahol több évig mint szentszéki ülnök is működött. 1856-ban az osztrák hadsereg tábori lelkésze volt. Családi ügyek miatt Resinárra tért vissza, ahol haláláig tevékenykedett.
Az ASTRA (Asociația Transilvană pentru Literatura Română și Cultura Poporului Român) kulturális egyesület vezetőségi tagja, 1869-től a Román Akadémia levelező tagja volt.

## Munkái
- Adunare de istorii morale alese. Nagyszeben 1846–48. Két rész. (Erkölcsi történetek gyűjteménye, fordítás. 2. kiadás Culegere de istorioare morale címen, Nagyszeben, 1876.)
- Epistolariu. Nagyszeben, 1847. (Levelező. 2. bőv. kiadás. Uo. 1863.)
- Kurzgefasstes Conversations- und Wörterbuch der deutschen und romänischen Sprache. Nagyszeben, 1852.
- Gramatica romanesca. Uo. 1853. (Román nyelvtan. 2. kiadás, Uo. 1856. 3. k. Nagyszeben, 1864.)
- Gramatica germana. Uo. 1854. (Német nyelvtan. 2 kiadás 1864. 3. k. 1868. 4. k. 1873. Nagyszeben.)
- Theoretisch-practische Grammatik der romänischen Sprache. Uo. 1858. (2. kiadás 1867. 3. k. 1871. Nagyszeben.)
- Vocabulariu roman-nemtiescu. Uo. 1868. (Román-német szótár. 2. kiadását fia, Daniel Popovici Barcianu átdolgozta. Nagyszeben, 1886.)
- Wörterbuch der romänischen und deutschen Sprache. Uo. 1886. Fia átdolgozásában jelent meg. 2. kiadás. Nagyszeben, 1888.